# Argentina a la Copa del Món de Futbol de 2022

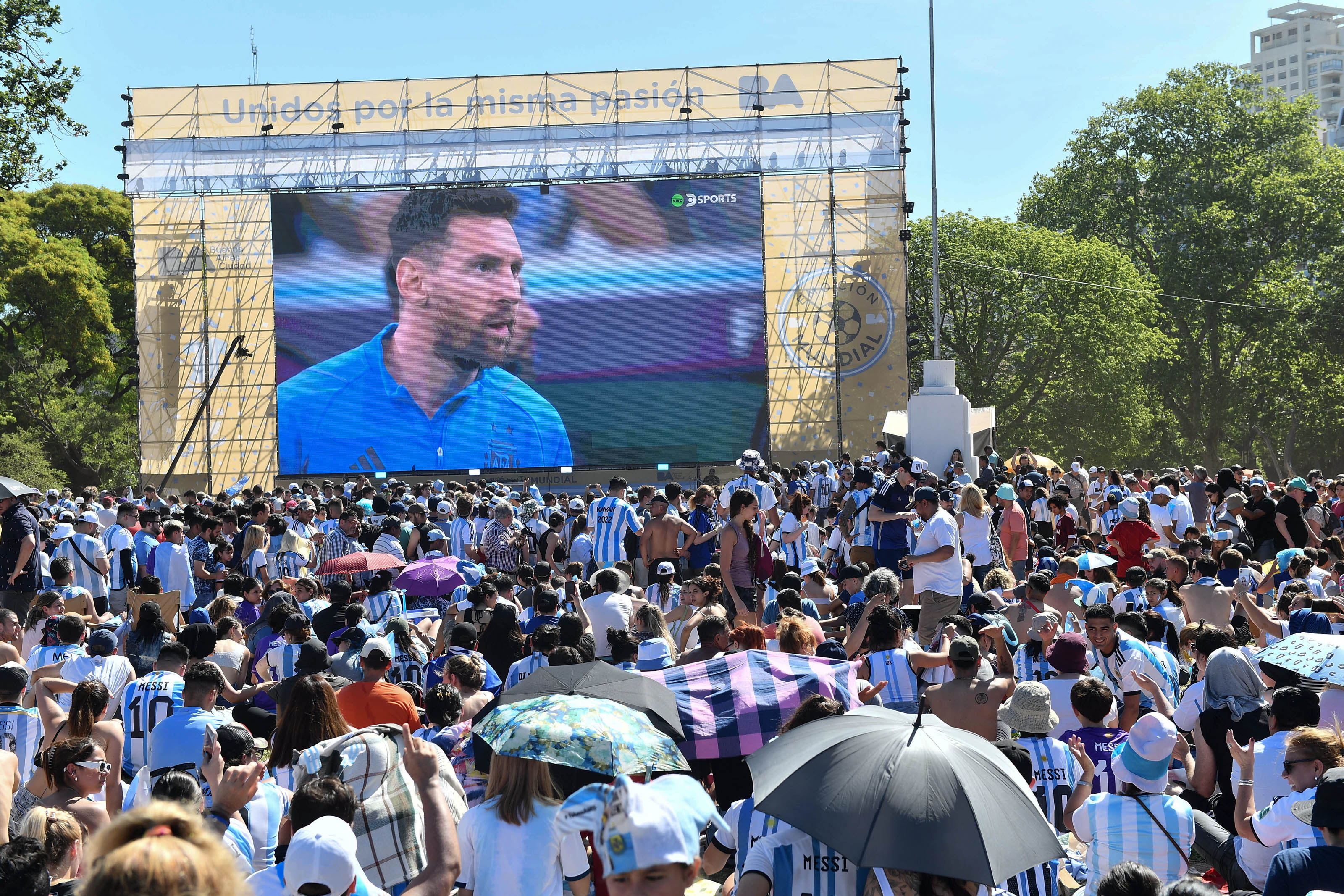
Afició a Buenos Aires, durant el partit Argentina-Mèxic.

La selecció d'Argentina va ser un dels trenta-dos equips participants a la Copa del Món de Futbol de 2022, el torneig masculí que es va disputar del 20 de novembre al 18 de desembre a Qatar. Va ser la divuitena participació d'Argentina, que va formar part del Grup C al costat de les seleccions d'Aràbia Saudita, Mèxic i Polònia.
Argentina va enfrontar-se a la selecció de França a la final del campionat a la que va vèncer a la tanda de penals, després que ambdós equips arribessin al final dels noranta minuts amb un resultat de 2-2 i de 3-3 en acabar la pròrroga. La selecció d'Argentina va guanyar així la seva tercera Copa del Món, després de la d'Argentina 1978 i Mèxic 1986.

## Classificació

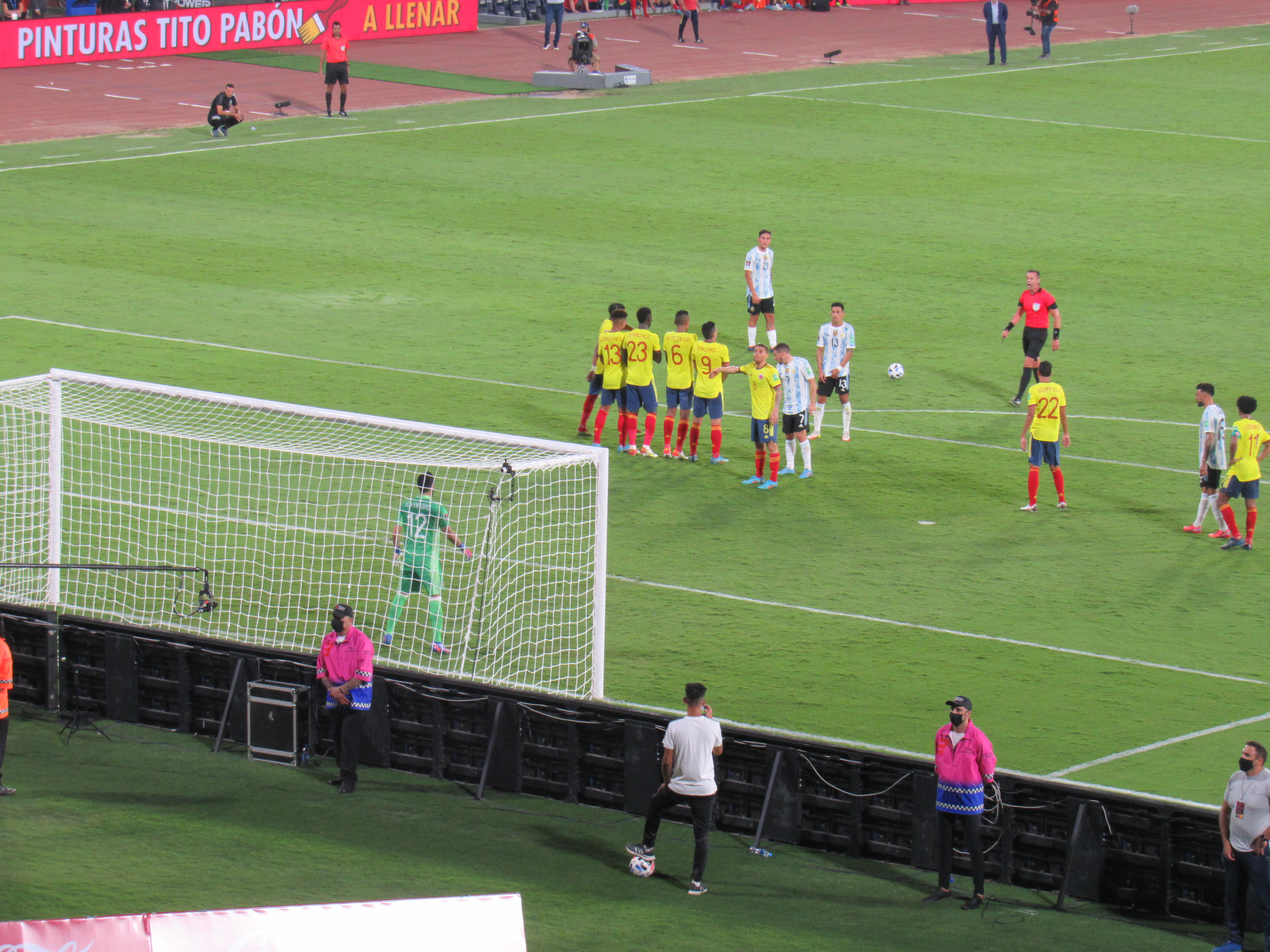
Partit entre Argentina i Colòmbia a Córdoba

La selecció argentina es va classificar el 16 de novembre de 2021 després d'empatar davant la selecció de Brasil sense gols a San Juan de la Frontera. Es va classificar amb sols 13 partits jugats, essent la classificació a la Copa del Món més primerenca de la seva història.
| Posició | Selecció  | Punts | PJ | PG | PE | PP | GF | GC | Dif. |
| ------- | --------- | ----- | -- | -- | -- | -- | -- | -- | ---- |
| 1.      | Brasil    | 45    | 17 | 14 | 3  | 0  | 40 | 5  | 35   |
| 2.      | Argentina | 39    | 17 | 11 | 6  | 0  | 27 | 8  | 19   |
| 3.      | Uruguai   | 28    | 18 | 8  | 4  | 6  | 22 | 22 | 0    |
| 4.      | Equador   | 26    | 18 | 7  | 5  | 6  | 27 | 19 | 8    |
| 5.      | Perú      | 24    | 18 | 7  | 3  | 8  | 19 | 22 | −3   |
| 6.      | Colòmbia  | 23    | 18 | 5  | 8  | 5  | 20 | 19 | 1    |
| 7.      | Xile      | 19    | 18 | 5  | 4  | 9  | 19 | 26 | −7   |
| 8.      | Paraguai  | 16    | 18 | 3  | 7  | 8  | 12 | 26 | −14  |
| 9.      | Bolívia   | 15    | 18 | 4  | 3  | 11 | 23 | 42 | −19  |
| 10.     | Veneçuela | 10    | 18 | 3  | 1  | 14 | 14 | 34 | −20  |

## Jugadors convocats
| Núm.         | Nom                 | Edat    | PJ      | G       | Equip                  |
| Porters      | Porters             | Porters | Porters | Porters | Porters                |
| ------------ | ------------------- | ------- | ------- | ------- | ---------------------- |
| 1            | Franco Armani       | 36      | 18      | 0       | River Plate            |
| 12           | Gerónimo Rulli      | 30      | 4       | 0       | Vila-real              |
| 23           | Emiliano Martínez   | 30      | 19      | 0       | Aston Villa            |
| Defenses     |                     |         |         |         |                        |
| 2            | Juan Foyth          | 24      | 16      | 0       | Vila-real              |
| 3            | Nicolás Tagliafico  | 30      | 42      | 0       | Olympique Lyonnais     |
| 4            | Gonzalo Montiel     | 25      | 18      | 0       | Sevilla                |
| 6            | Germán Pezzella     | 31      | 32      | 2       | Real Betis             |
| 8            | Marcos Acuña        | 31      | 43      | 0       | Sevilla                |
| 13           | Cristian Romero     | 24      | 12      | 1       | Tottenham Hotspur      |
| 19           | Nicolás Otamendi    | 34      | 93      | 4       | Benfica                |
| 25           | Lisandro Martínez   | 24      | 10      | 0       | Manchester United      |
| 26           | Nahuel Molina       | 24      | 20      | 0       | Atlético de Madrid     |
| Migcampistes |                     |         |         |         |                        |
| 5            | Leandro Paredes     | 28      | 46      | 4       | Juventus               |
| 7            | Rodrigo de Paul     | 28      | 44      | 2       | Atlético de Madrid     |
| 14           | Exequiel Palacios   | 24      | 20      | 0       | Bayer Leverkusen       |
| 17           | Alejandro Gómez     | 34      | 15      | 3       | Sevilla                |
| 18           | Guido Rodríguez     | 28      | 26      | 1       | Real Betis             |
| 20           | Alexis Mac Allister | 23      | 8       | 0       | Brighton & Hove Albion |
| 24           | Enzo Fernández      | 21      | 3       | 0       | Benfica                |
| Davanters    |                     |         |         |         |                        |
| 9            | Julián Álvarez      | 22      | 12      | 3       | Manchester City        |
| 10           | Lionel Messi        | 35      | 165     | 91      | Paris Saint-Germain    |
| 11           | Ángel Di María      | 34      | 124     | 27      | Juventus               |
| 15           | Ángel Correa        | 24      | 22      | 3       | Atlético de Madrid     |
| 16           | Thiago Almada       | 28      | 1       | 0       | Atlanta United         |
| 21           | Paulo Dybala        | 29      | 34      | 3       | Roma                   |
| 22           | Lautaro Martínez    | 25      | 40      | 21      | Internazionale         |
| Entrenador   |                     |         |         |         |                        |
|              | Lionel Scaloni      | 44      |         |         |                        |

## Participació
| Data           | Lloc      | Ronda            | Local         | Resultat                | Visitant       |
| -------------- | --------- | ---------------- | ------------- | ----------------------- | -------------- |
| 22 de novembre | Lusail    | Fase de grups    | Argentina     | 1:2 (1:0)               | Aràbia Saudita |
| 26 de novembre | Lusail    | Fase de grups    | Argentina     | 2:0 (0:0)               | Mèxic          |
| 30 de novembre | Doha      | Fase de grups    | Polònia       | 0:2 (0:0)               | Argentina      |
| 3 de desembre  | Ar Rayyan | Vuitens de final | Argentina     | 2:1 (1:0)               | Austràlia      |
| 9 de desembre  | Lusail    | Quarts de final  | Països Baixos | 2:2 (2:2, 0:1) (3:4 p.) | Argentina      |
| 13 de desembre | Lusail    | Semifinal        | Argentina     | 3:0 (2:0)               | Croàcia        |
| 18 de desembre | Lusail    | Final            | Argentina     | 3:3 (2:2, 0:2) (4:2 p.) | França         |

### Fase de grups - Grup C
| Selecció       | Punts | PJ | PG | PE | PP | GF | GC | Dif. |
| -------------- | ----- | -- | -- | -- | -- | -- | -- | ---- |
| Argentina      | 6     | 3  | 2  | 0  | 1  | 5  | 2  | 3    |
| Polònia        | 4     | 3  | 1  | 1  | 1  | 2  | 2  | 0    |
| Mèxic          | 4     | 3  | 1  | 1  | 1  | 2  | 3  | -1   |
| Aràbia Saudita | 3     | 3  | 1  | 0  | 2  | 3  | 5  | -2   |

### Golejadors
| Jugador             | Gols |
| ------------------- | ---- |
| Lionel Messi        | 7    |
| Julián Álvarez      | 4    |
| Alexis Mac Allister | 1    |
| Enzo Fernández      | 1    |
| Nahuel Molina       | 1    |